# Frank-Rainer Withulz
Frank-Rainer Withulz (* 14. Juni 1948 in Sachsendorf) ist ein ehemaliger Fußballspieler in der DDR-Oberliga für den FC Vorwärts Berlin/Frankfurt/O. 1965 gewann er mit der Junioren-Nationalmannschaft das UEFA-Jugendturnier.

## Karriere
Withulz wurde von seinem neunten Lebensjahr an in der Betriebssportgemeinschaft Lok in Cottbus zum Fußballspieler ausgebildet. Mit 17 Jahren wechselte er 1965 zum SC Cottbus, dem damaligen Fußballschwerpunkt für die südöstliche DDR. Im gleichen Jahr spielte er am 15. April zum ersten Mal in der Junioren-Fußballnationalmannschaft im Rahmen des UEFA-Jugendturniers. Nach fünf Siegen in Folge hatte die Mannschaft das Turnier gewonnen (Endspielsieg 3:2 über England). Withulz hatte in allen Spielen als rechter Verteidiger mitgewirkt. Später kamen noch zwölf weitere Junioren-Länderspiele und zwölf Spiele mit der Nachwuchs-Nationalmannschaft hinzu. Nebenher absolvierte er eine Lehre als Schlosser.
Ebenfalls 1965 wurde Withulz als 17-Jähriger in Spielen der Männermannschaft des SC Cottbus eingesetzt, die in der zweitklassigen DDR-Liga spielte. Zusammen mit der Nachfolgemannschaft Energie Cottbus kam er bis 1968 auf 57 DDR-Liga-Punktspiele. Anschließend wechselte der 1,74 m große Abwehrspieler im Rahmen der Wehrpflicht zum Oberligisten und Armeeclub FC Vorwärts Berlin, mit dem er auf Anhieb Fußballmeister wurde. Mit 23 Punktspielen war er schon in seiner ersten Oberligasaison Stammspieler in der Verteidigung geworden. Auch die folgende Spielzeit 1969/70 brachte Withulz einen Titelgewinn. Am 13. Juni 1970 stand er als rechter Verteidiger in der Mannschaft des FC Vorwärts Berlin, die mit einem 4:2-Sieg über den 1. FC Lokomotive Leipzig den DDR-Fußball-Pokal gewann. Außerdem wurde seine Mannschaft Vizemeister in der Oberliga.
Zu weiteren Titeln kam Withulz nicht mehr, zumal mit dem Umzug des FC Vorwärts von Berlin nach Frankfurt (Oder) der allmähliche Niedergang der Mannschaft eingeläutet wurde. Als der FC Vorwärts nach Abschluss der Saison 1975/76 Rang 12 belegt hatte und Withulz in der Oberligamannschaft nicht mehr zum Einsatz gekommen war, verließ der 28-Jährige nach 149 Oberligapunktspielen den Armeeclub und schloss sich der Betriebssportgemeinschaft Stahl in Hennigsdorf an, die in der DDR-Liga spielte. Mit seiner neuen Mannschaft wurde Withulz 1977 Staffelsieger, verpasste aber in den Aufstiegsspielen die Rückkehr in die Oberliga. 1978 wechselte er ein letztes Mal zum DDR-Liga-Aufsteiger NARVA Berlin, wo er schließlich seine Fußball-Laufbahn beendete.

## Erfolge
- Sieger im UEFA-Jugendturnier 1965
- DDR-Meister 1969
- DDR-Pokalsieger 1970
- Staffelsieger der DDR-Liga 1976/77